# Osmonde royale
Osmunda regalis
Espèce
Statut de conservation UICN

 LC  : Préoccupation mineure
L'Osmonde royale, aussi appelée fougère royale ou fougère fleurie (Osmunda regalis), est une espèce de fougères de la famille des Osmundaceae.

## Description morphologique

### Appareil végétatif

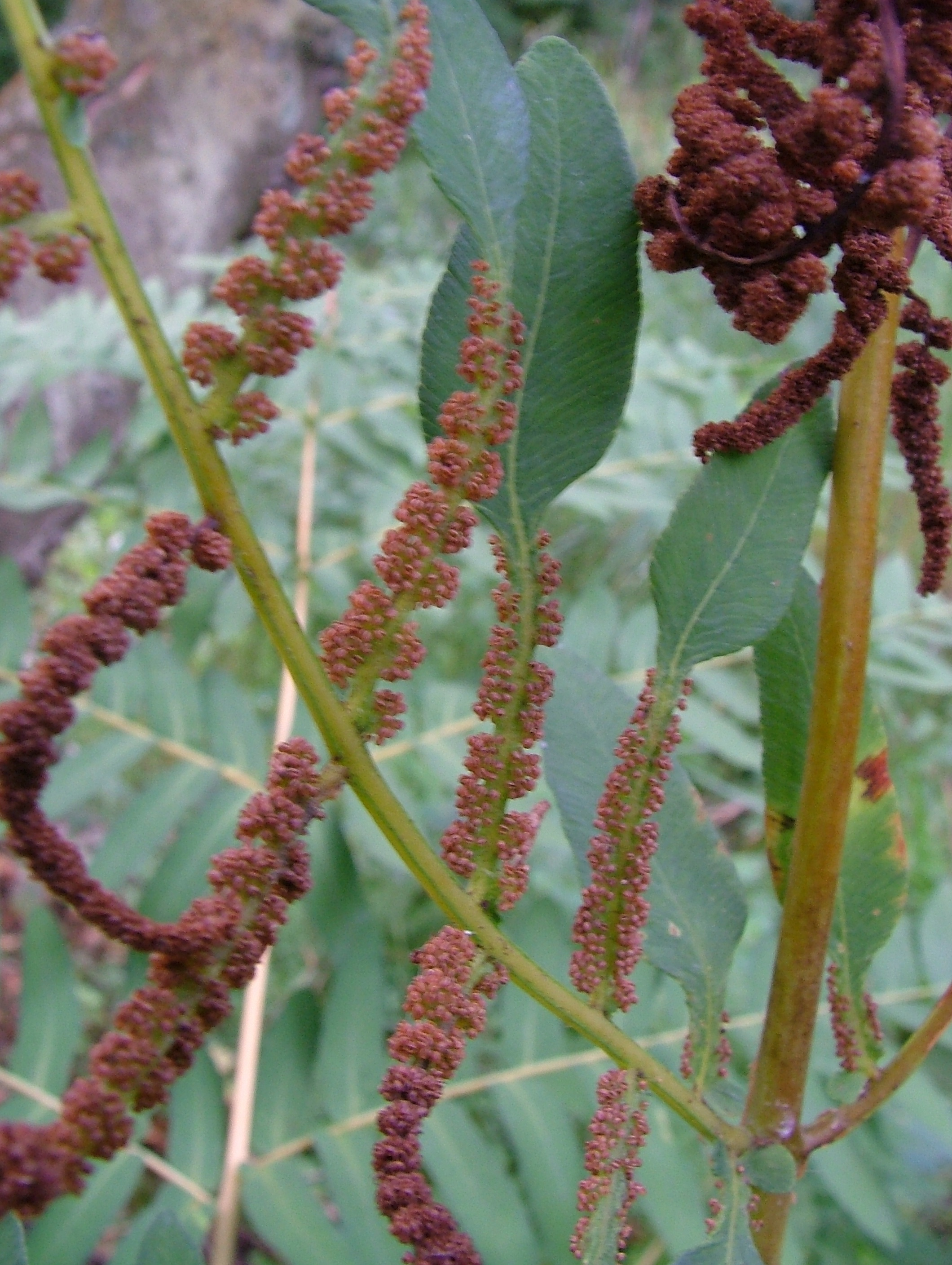
Formation des sporanges.

L'Osmonde royale est une grande fougère vivace en touffe (0,5 à 1,5 m de diamètre) de couleur vert clair. La souche, épaisse, est constituée d'un rhizome dressé.
Les frondes peuvent atteindre 2 m de long et elles sont bipennées. Les divisions primaires sont presque opposées et les divisions secondaires (folioles) sont lancéolées, entières et parfois légèrement denticulées.

### Appareil reproducteur
Les frondes sont de deux types : certaines sont entièrement stériles et d'autres sont fertiles avec, au sommet, une panicule de sporanges de couleur beige rosé à brun roux, globuleux, dérivant de la transformation des folioles. Les sporanges ne sont pas protégés par une indusie. Les frondes fertiles portent parfois à la base quelques folioles stériles.
La sporulation a lieu de mai à juillet. Les spores sont disséminées par anémochorie.

## Cycle de vie
Chaque année, au printemps, l'Osmonde royale renaît des bourgeons de sa tige souterraine. De nouvelles crosses, élevées et cassantes déroulent lentement leur tête laineuse.
En été, les frondes issues du même pied portent côte à côte des feuilles à sporanges et des feuilles stériles. Celles portant les sporanges, plus trapues et épaisses, sont granuleuses. Alors que les pennes stériles demeurent à la base, la partie fertile de la feuille avec ses panicules dressés au sommet, légers, d'une jolie couleur beige rosé, simule si bien une inflorescence qu'on appelle parfois l'Osmonde « fougère fleurie ».
Bientôt, la nervure des pinnules fertiles se couvre de sporanges en groupements serrés qui s'ouvrent à maturité. Le sporange d'Osmonde a un dispositif d'ouverture particulier qui le découpe en deux valves symétriques.

## Répartition et habitat

### Habitat

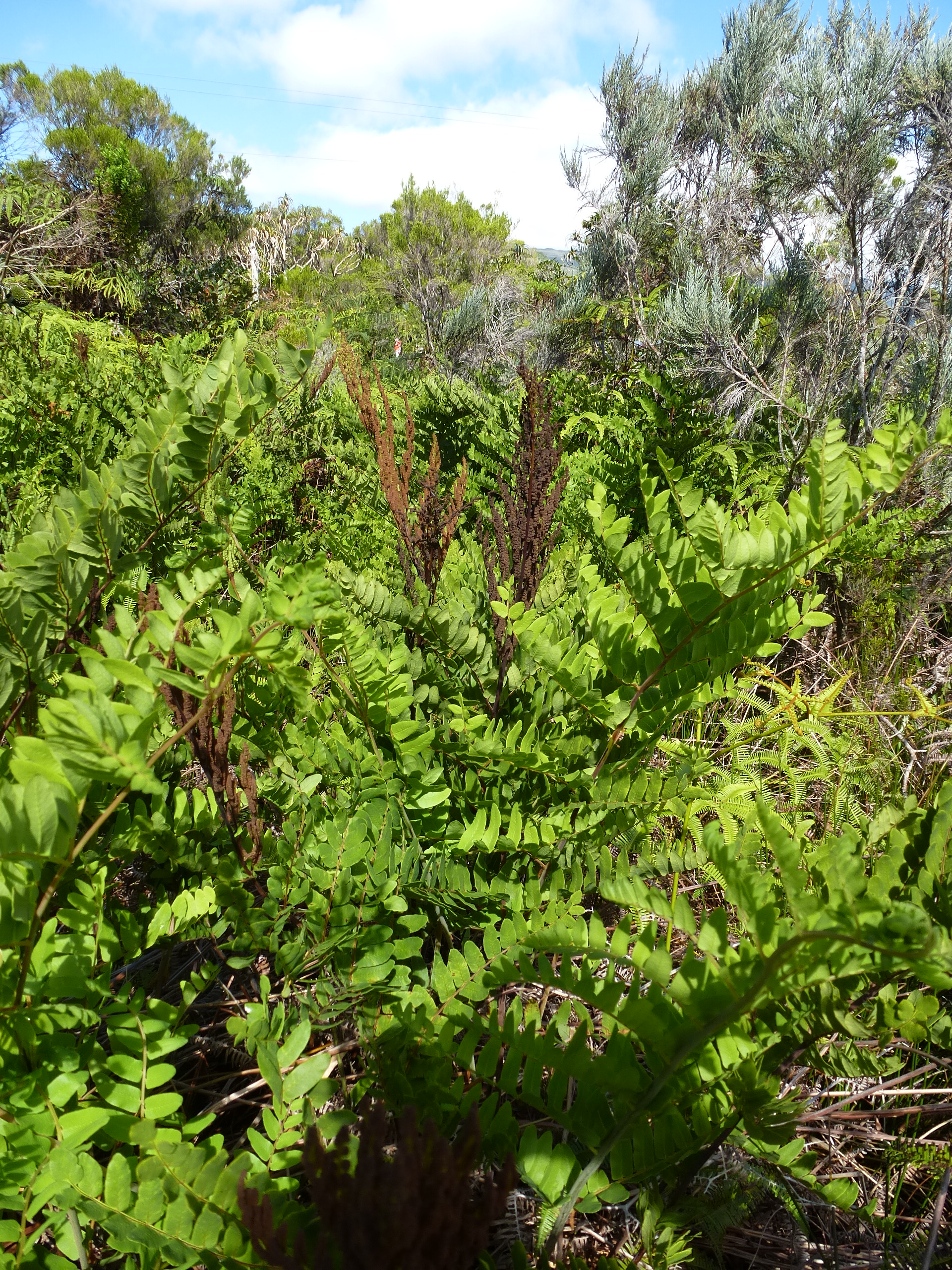
Osmondes royales à La Réunion, dans les fourrés hyperhumides à Pandanus.

L'Osmonde royale vit sur des sols pauvres assez acides comme les milieux sableux, argileux et tourbeux. Ces milieux doivent être caractérisés par une forte humidité.
En Europe tempérée, on la rencontre généralement sous le couvert de bois marécageux (marais ou tourbière), ou sous des aulnes et des saules en bord de cours d'eau ou de fossé. Elle est souvent en association avec l'aulne, notamment dans les associations végétales Alnion glutinosae ou Osmundo-Alnion.

### Répartition géographique
L'Osmonde royale est une espèce cosmopolite présente en Afrique, en Amérique, en Asie et en Europe. Elle affectionne des régions au climat relativement doux, sans excès de chaleur, de froid ou de sécheresse. Sous les latitudes tempérées, on la trouve plutôt en plaine. Sous les Tropiques, on la rencontre plutôt en montagne.
Bien que présente dans de nombreuses régions du monde, elle y est souvent rare et menacée d'une raréfaction encore plus grande, voire de disparition.
En France, on peut notamment en rencontrer dans le parc naturel régional des Vosges du Nord. On en trouve aussi en forêt de Rambouillet ainsi que dans les forêts au nord de Paris telle que la forêt de Montmorency ainsi que la forêt d'Écouen. Elle est très fréquente dans les Landes de Gascogne où elle jalonne les rives des courants qui constituent les fleuves côtiers locaux. À La Réunion, l'Osmonde royale est une fougère très rare. Elle ne doit pas être confondue avec la Fausse-Osmonde, Blechnum tabulare, qui colonise les anciennes coulées de lave du Piton de la Fournaise. L'Osmonde royale ne fait pas partie des espèces actuellement protégées mais figure néanmoins pour l'île de La Réunion sur la liste rouge de Nairobi des espèces en danger d'extinction.
Au Canada, l'espèce est présente à l'est du pays, du Manitoba aux provinces océaniques, en passant par le Québec.

## Protection
En France, elle est protégée dans de nombreuses régions : Alsace, Lorraine, Bourgogne, Champagne-Ardenne, Île-de-France, Centre, Haute-Normandie, Picardie, Franche-Comté, Nord-Pas-de-Calais, Provence-Alpes-Côte d'Azur ou départements : Ain (département), Isère, en Ille-et-Vilaine, Finistère, Nièvre.
En Belgique, elle est protégée en Région wallonne et au Luxembourg.
En Suisse, elle figure sur la liste rouge des plantes.

## Systématique
Cette espèce possède plusieurs Synonymes : Osmunda plumieri Tausch, Aphyllocalpa regalis (L.) Lag., D.Garcia & Clemente, Ophioglossum osmunda Stokes, Struthiopteris regalis (L.) Bernh.
L'épithète spécifique regalis signifie « royale ». Le nom de genre fut baptisé Osmunda par Mathias de l'Obel. Il dériverait du germanique Osmund, autre nom du dieu scandinave Thor. Une autre hypothèse le fait dériver d'un mot composé du latin os qui désigne la bouche, et mundo, « purifier, nettoyer », faisant référence aux propriétés antiputrides de certaines fougères. De plus, un des anciens noms anglais de cette fougère est "Osmund the Waterman", soit "Osmund le batelier", et le centre blanc de son rhizome était appelé "Cœur d'Osmund". Selon une légende écossaise, la femme et la fille d'Osmund, un batelier du Loch Fyne, prirent refuge dans un bosquet d'Osmondes royales durant l'invasion danoise. Osmund est aussi un mot saxon pour désigner la paix domestique (de os (maison) et mund (paix)).

## L'Osmonde royale et l'homme

### Aspects culturels
L'Osmonde royale est une plante dédiée à Saint Christophe.

### Utilisations
- Usage médicinal : les racines de l'Osmonde royale ont diverses propriétés : diurétiques, astringentes, toniques et purgatives notamment. On en faisait entre autres un baume contre les blessures et les ecchymoses[9].
- Usage horticole : cette espèce présente un rhizome épais (« souche ») qui sert de support à la culture des orchidées. L'Osmonde royale est parfois utilisée comme plante ornementale.
- Usage alimentaire : Selon l'ethnobotaniste François Couplan, les crosses sont comestibles mais âcres. Les japonais les préparaient en les faisant bouillir avec des cendres de bois dans de l’eau avant de les manger (dénommés Zenmaï) en légume ou soupe. On les séchait ou salaient également[10]

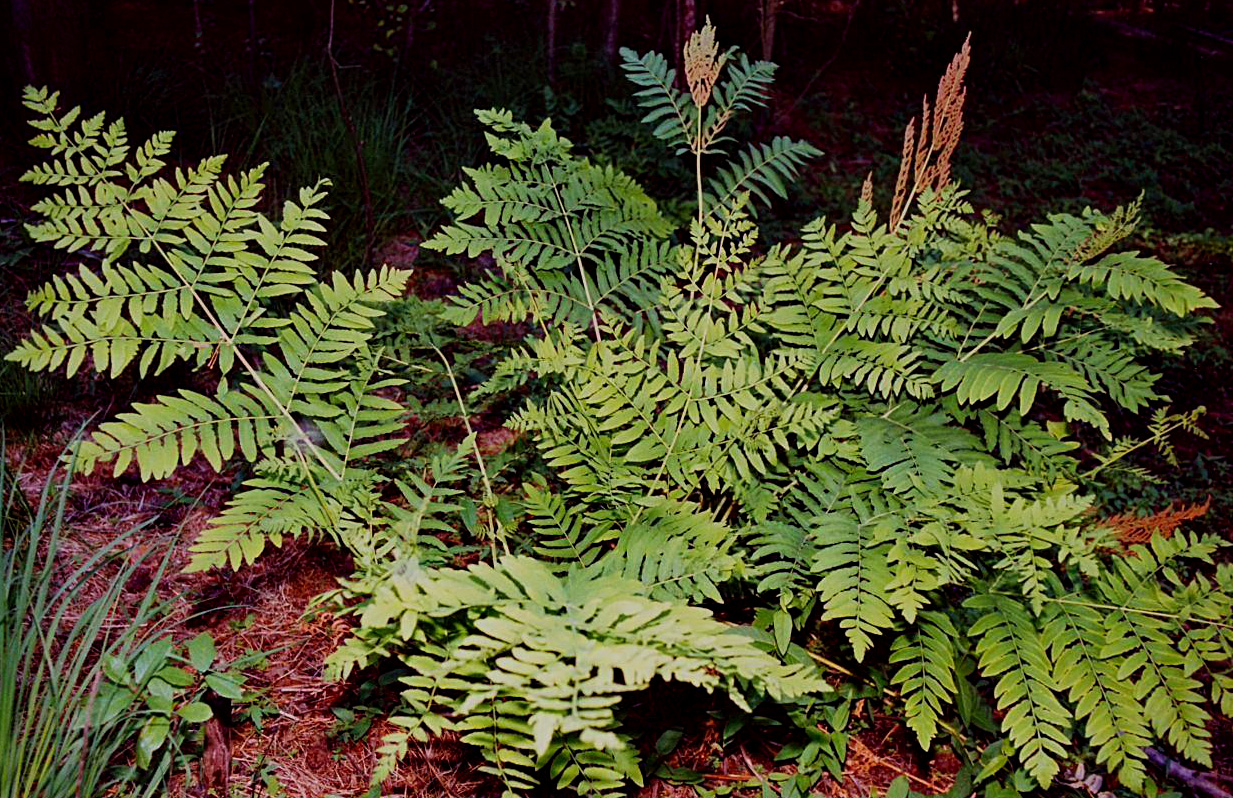
Osmunda regalis.
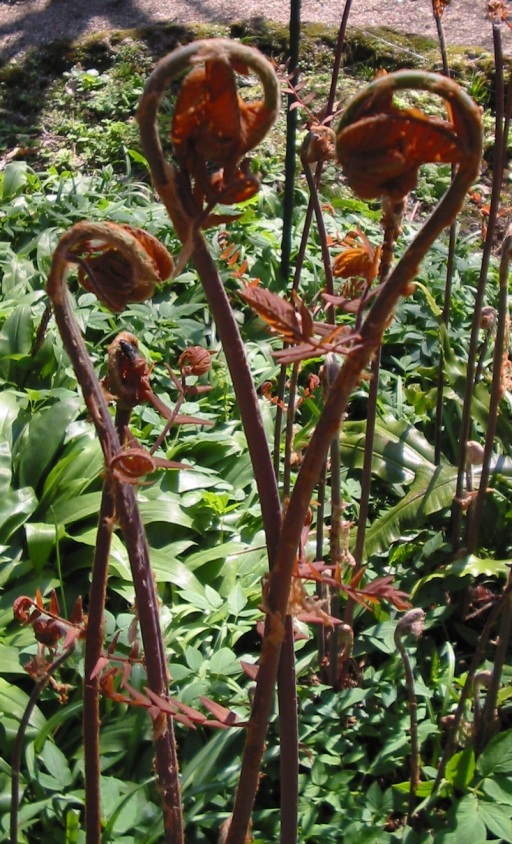
Osmunda regalis, crosses.
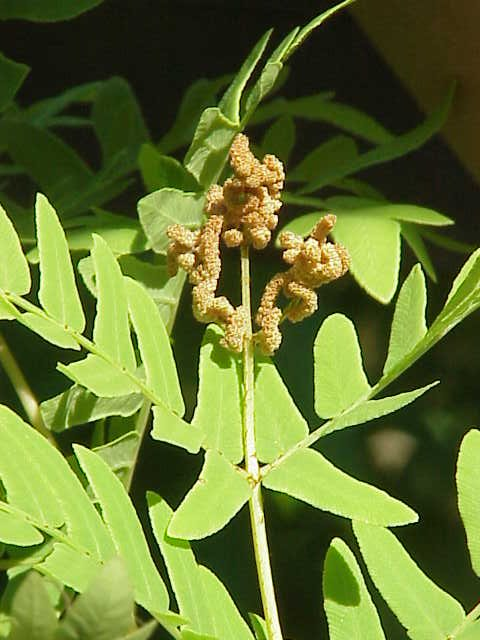
Osmunda regalis, détail des sporanges.
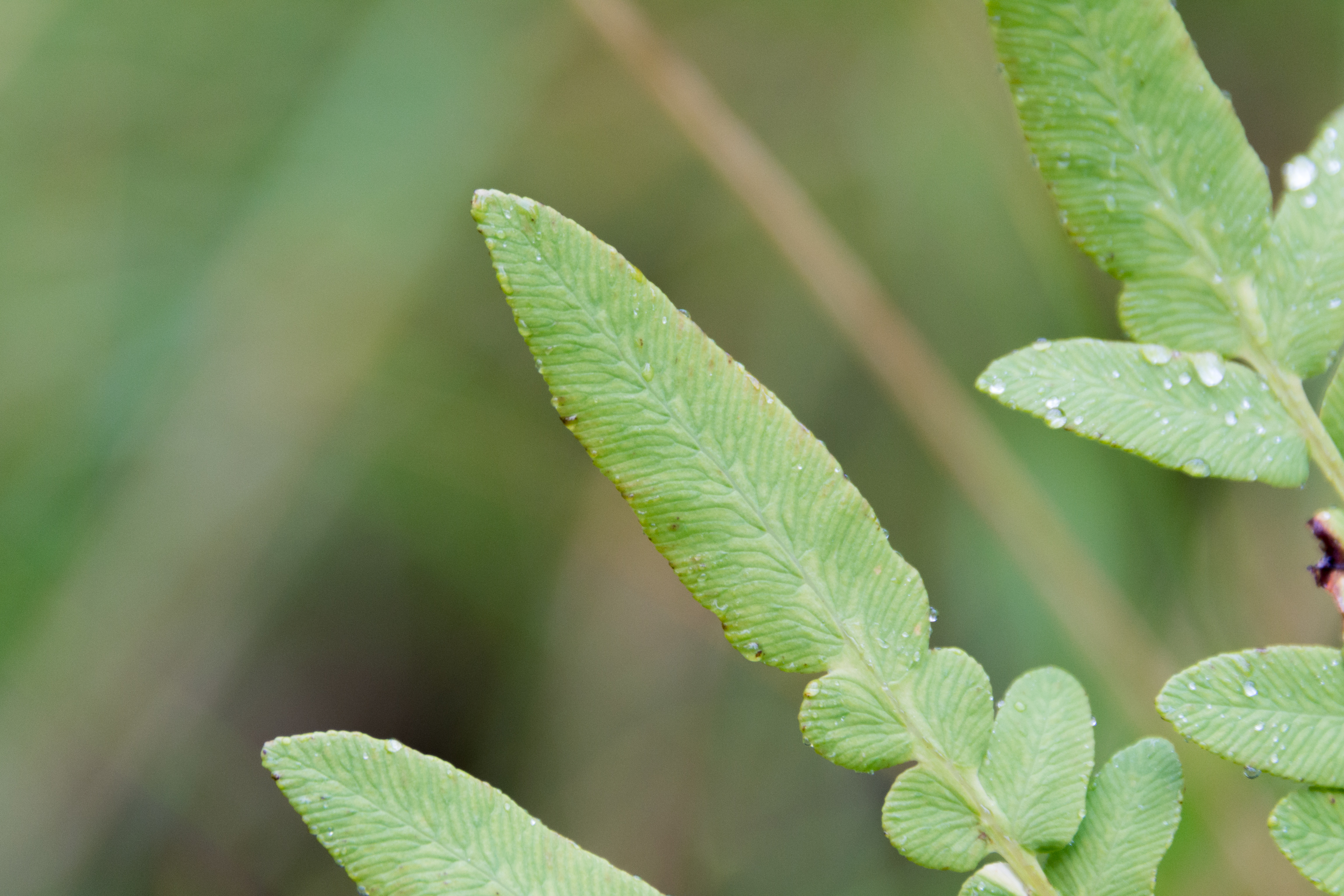
Détail d’une feuille.